# Xiaotangshan
Xiaotangshan (kinesiska: 小汤山, 小汤山镇) är en köping i Kina. Den ligger i stadsdistriket Changping i Pekings storstadsområde, i den norra delen av landet, omkring 28 kilometer norr om stadskärnan. Antalet invånare är 55 737. Befolkningen består av 25 923 kvinnor och 29 814 män. Barn under 15 år utgör 8,0 %, vuxna 15-64 år 83 %, och äldre över 65 år 8,0 %.